# دوري آيسلندا الممتاز 1945
دوري آيسلندا الممتاز 1945 (بالآيسلندية: Efsta deild karla í knattspyrnu 1945) هو الموسم 34 من  دوري آيسلندا الممتاز. الذي يشرف على تنظيمه اتحاد آيسلندا لكرة القدم، وكان عدد الأندية المشاركة فيه  4، وفاز فيه نادي فالور.